# Список міст і сіл Чернівецької області
Список міст і сіл Чернівецької області — перелік, що подає населені пункти Чернівеччини у розрізі районів до реформи 2020-го року.
Умовні позначення: с — село; м — місто; смт — селище міського типу.

## Герцаївський район
- с. Байраки
- с. Банчени
- с. Буківка
- с. Цурень
- с. Дяківці
- м. Герца
- с. Годинівка
- с. Горбова
- с. Хряцька
- с. Круп'янське
- с. Куликівка
- с. Лунка
- с. Мала Буда
- с. Маморниця
- с. Могилівка
- с. Молниця
- с. Остриця
- с. Петрашівка
- с. Підвальне
- с. Радгоспівка
- с. Тернавка
- с. Велика Буда
- с. Великосілля

## Глибоцький район
- с. Багринівка
- с. Біла Криниця
- с. Чагор
- с. Черепківці
- с. Червона Діброва
- с. Димка
- смт. Глибока
- с. Горбівці
- с. Грушівка
- с. Кам'янка
- с. Карапчів
- с. Корчівці
- с. Коровія
- с. Купка
- с. Кут
- с. Луковиця
- с. Молодія
- с. Михайлівка
- с. Новий Вовчинець
- с. Нижні Синівці
- с. Петричанка
- с. Поляна
- с. Просіка
- с. Просокиряни
- с. Привороки
- с. Слобідка
- с. Станівці
- с. Старий Вовчинець
- с. Стерче
- с. Тарашани
- с. Турятка
- с. Валя Кузьмина
- с. Верхні Синівці
- с. Волока

## Хотинський район
- с. Анадоли
- с. Атаки
- с. Білівці
- с. Блищадь
- с. Бочківці
- с. Чепоноси
- с. Даньківці
- с. Долиняни
- с. Гордівці
- с. Грозинці
- с. Гринячка
- м. Хотин
- с. Каплівка
- с. Керстенці
- с. Клішківці
- с. Колінківці
- с. Круглик
- с. Крутеньки
- с. Малинці
- с. Млинки
- с. Недобоївці
- с. Орестівка
- с. Пашківці
- с. Перебиківці
- с. Поляна
- с. Пригородок
- с. Рашків
- с. Рухотин
- с. Рукшин
- с. Санківці
- с. Шилівці
- с. Ширівці
- с. Ставчани
- с. Владична
- с. Ворничани
- с. Ярівка
- с. Зарожани
- с. Зелена Липа

## Кельменецький район
- с. Бабин
- с. Бернове
- с. Браїлівка
- с. Бурдюг
- с. Бузовиця
- с. Дністрівка
- с. Грушівці
- с. Іванівці
- смт. Кельменці
- с. Комарів
- с. Коновка
- с. Козиряни
- с. Кроква
- с. Ленківці
- с. Лівинці
- с. Лукачівка
- с. Майорка
- с. Макарівка
- с. Мошанець
- с. Михайлівка
- с. Нагоряни
- с. Нелипівці
- с. Новоселиця
- с. Оселівка
- с. Перківці
- с. Подвір'ївка
- с. Путрине
- с. Росошани
- с. Слобідка
- с. Вартиківці
- с. Вороновиця
- с. Вовчинець
- с. Зелена

## Кіцманський район
- с. Берегомет
- с. Біла
- с. Борівці
- с. Брусенки
- с. Брусниця
- с. Бурдей
- с. Чортория
- с. Давидівці
- с. Діброва
- с. Драчинці
- с. Дубівці
- с. Гаврилівці
- с. Глиниця
- с. Хлівище
- с. Іванківці
- м. Кіцмань
- с. Кліводин
- с. Клокічка
- с. Коростувата
- с. Киселів
- с. Лашківка
- смт. Лужани
- с. Малятинці
- смт. Неполоківці
- с. Нові Драчинці
- с. Нижні Станівці
- с. Оршівці
- с. Ошихліби
- с. Остра
- с. П'ядиківці
- с. Реваківці
- с. Ревне
- с. Шипинці
- с. Шишківці
- с. Ставчани
- с. Стрілецький Кут
- с. Суховерхів
- с. Валява
- с. Верхні Станівці
- с. Виноград
- с. Витилівка
- с. Южинець
- с. Зеленів
- с. Мамаївці

## Новоселицький район
- с. Балківці
- с. Берестя
- с. Боянівка
- с. Бояни
- с. Буда
- с. Черленівка
- с. Чорнівка
- с. Щербинці
- с. Довжок
- с. Драниця
- с. Думени
- с. Динівці
- с. Форосна
- с. Гай
- с. Кошуляни
- с. Костичани
- с. Котелеве
- с. Магала
- с. Малинівка
- с. Мамалига
- с. Маршинці
- с. Негринці
- с. Несвоя
- с. Новоіванківці
- м. Новоселиця
- с. Остриця
- с. Подвірне
- с. Припруття
- с. Ревківці
- с. Рідківці
- с. Рокитне
- с. Рингач
- с. Шишківці
- с. Слобода
- с. Стальнівці
- с. Строїнці
- с. Тарасівці
- с. Топорівці
- с. Ванчиківці
- с. Ванчинець
- с. Зелений Гай
- с. Жилівка

## Путильський район
- с. Андреківське
- с. Бісків
- с. Довгопілля
- с. Дихтинець
- с. Фошки
- с. Галицівка
- с. Голошина
- с. Греблина
- с. Греблина
- с. Гробище
- с. Хорови
- с. Конятин
- с. Киселиці
- с. Лустун
- с. Малий Дихтинець
- с. Мариничі
- с. Міжброди
- с. Нижній Яловець
- с. Околена
- с. Паркулина
- с. Петраші
- с. Підзахаричі
- с. Плай
- с. Площі
- с. Плоска
- с. Плита
- с. Поляківське
- смт. Путила
- с. Розтоки
- с. Руська
- с. Рипень
- с. Рижа
- с. Самакова
- с. Сарата
- с. Селятин
- с. Сергії
- с. Шепіт
- с. Шпетки
- с. Соколій
- с. Тесницька
- с. Тораки
- с. Товарниця
- с. Усть-Путила
- с. Великий Липовець
- с. Верхній Яловець
- с. Випчина
- с. Ями
- с. Замогила

## Сокирянський район
- с. Білоусівка
- с. Братанівка
- с. Вашківці
- с. Василівка
- с. Вітрянка
- с. Волошкове
- с. Грубна
- с. Гвіздівці
- с. Коболчин
- с. Кормань
- с. Кулішівка
- с. Ломачинці
- с. Лопатів
- с. Михалкове
- с. Непоротове
- с. Нова Слобода
- с. Новоолексіївка
- с. Олексіївка
- с. Ожеве
- с. Покровка
- с. Романківці
- с. Розкопинці
- с. Селище
- с. Сербичани
- м. Сокиряни
- с. Струмок
- с. Шебутинці
- с. Шишківці

## Сторожинецький район
- с. Банилів-Підгірний
- с. Бобівці
- с. Буденець
- с. Великий Кучурів
- с. Верхні Петрівці
- с. Глибочок
- с. Глибочок
- с. Годилів
- с. Давидівка
- с. Дібрівка
- с. Дубове
- с. Заболоття
- с. Заволока
- с. Зруб-Комарівський
- с. Їжівці
- с. Кам'яна
- с. Комарівці
- с. Косованка
- с. Костинці
- смт. Красноїльськ
- с. Михальча
- с. Нова Красношора
- с. Нова Жадова
- с. Нові Бросківці
- с. Нижні Петрівці
- с. Панка
- с. Ропча
- с. Слобода-Комарівці
- с. Снячів
- с. Спаська
- с. Стара Красношора
- с. Стара Жадова
- с. Старі Бросківці
- м. Сторожинець
- с. Тисовець
- с. Череш
- с. Чудей (колишнє Межиріччя)
- с. Ясени

## Вижницький район
- с. Бабине
- с. Багна
- с. Банилів
- смт. Берегомет
- с. Бережниця
- с. Бережонка
- с. Черешенька
- с. Чорногузи
- с. Долішній Шепіт
- с. Фальків
- с. Іспас
- с. Карапчів
- с. Коритне
- с. Кибаки
- с. Лекечі
- с. Лопушна
- с. Лукавці
- с. Липовани
- с. Майдан
- c. Майдан
- с. Мілієве
- с. Мигове
- с. Середній Майдан
- с. Слобода-Банилів
- с. Вахнівці
- с. Вали
- м. Вашківці
- с. Велике
- с. Волока
- с. Вовчинець
- с. Виженка
- м. Вижниця
- с. Замостя
- с. Заріччя

## Заставнівський район
- м. Заставна
- смт. Кострижівка
- с. Бабин
- с. Баламутівка
- с. Боянчук
- с. Брідок
- с. Васловівці
- с. Василів
- с. Вербівці
- с. Веренчанка
- с. Вікно
- с. Вимушів
- с. Добринівці
- с. Дорошівці
- с. Горішні Шерівці
- с. Горошівці
- с. Задубрівка
- с. Звенячин
- с. Йосипівка
- с. Кадубівці
- с. Кулівці
- с. Малий Кучурів
- с. Мосорівка
- с. Митків
- с. Онут
- с. Погорілівка
- с. Прилипче
- с. Репужинці
- с. Рудка
- с. Ржавинці
- с. Самушин
- с. Степанівка
- с. Товтри
- с. Хрещатик
- с. Чорний Потік
- с. Чуньків
- с. Шубранець
- с. Юрківці
- с. Яблунівка

## Міста обласного значення
- Чернівці
- Новодністровськ